# Троцкий (телесериал)
«Тро́цкий» — российский биографический телесериал о жизни и деятельности революционера Льва Троцкого режиссёров Александра Котта и Константина Статского. Премьера состоялась на «Первом канале» 6 ноября 2017 года.

## Сюжет
8-серийный телефильм рассказывает о биографии Льва Троцкого и его роли в политических событиях XX века.
1940 год, Мехико. К секретарю Троцкого Сильвии Агелофф приезжает её жених, канадский журналист сталинист Фрэнк Джексон. Поначалу он вызывает у Троцкого неприятие, но получается так, что после словесной перепалки Троцкий начинает рассказывать Джексону о ключевых моментах своей жизни, и неожиданно понимает, что у него есть потребность донести людям информацию о многих событиях именно так, как воспринимал их сам Троцкий, чтобы переубедить сталиниста Джексона и таких, как он. Джексон становится желанным гостем в доме Троцкого…
Фильм состоит из «современной» сюжетной линии (1940 год) и флешбэков-воспоминаний Троцкого (1898, 1903, 1905, 1917, 1918 годов).

## В ролях
| Актёр                | Роль                                                                 |
| -------------------- | -------------------------------------------------------------------- |
| Константин Хабенский | Лев Давидович Троцкий                                                |
| Ольга Сутулова       | Наталья Седова, жена Троцкого                                        |
| Александра Мареева   | Александра Соколовская, первая жена Троцкого                         |
| Максим Матвеев       | Френк Джексон (Рамон Меркадер), убийца Троцкого                      |
| Евгений Стычкин      | Владимир Ильич Ленин                                                 |
| Александра Ремизова  | Надежда Крупская, жена Ленина                                        |
| Михаил Пореченков    | Александр Парвус                                                     |
| Андрюс Паулавичюс    | Герр Коберт                                                          |
| Владимир Матвеев     | Сергей Николаевич Прокопович                                         |
| Орхан Абулов         | Иосиф Сталин                                                         |
| Игорь Черневич       | Зигмунд Фрейд, психолог                                              |
| Олег Гаянов          | Георгий Хрусталёв-Носарь                                             |
| Виктория Полторак    | Фрида Кало                                                           |
| Сергей Гармаш        | Николай Троцкий, старший надзиратель одесской тюрьмы                 |
| Михаил Елисеев       | Николай II, император                                                |
| Виталий Коваленко    | Пётр Столыпин                                                        |
| Денис Синявский      | Александр Керенский                                                  |
| Андрей Зибров        | Вильгельм II, германский кайзер                                      |
| Петр Журавлёв        | Пауль фон Гинденбург, немецкий генерал, позднее - президент Германии |
| Артур Харитоненко    | Макс Гофман                                                          |
| Хельга Филиппова     | Лидия Фотиева                                                        |
| Сергей Безруков      | Владимир Скалон, русский генерал                                     |
| Андрей Смелов        | Лавр Корнилов, русский генерал                                       |

| Актёр              | Роль                                               |
| ------------------ | -------------------------------------------------- |
| Сергей Сосновский  | Давид Леонтьевич Бронштейн , отец Троцкого         |
| Александр Баргман  | Диего Ривера                                       |
| Николай Качура     | Максим Горький                                     |
| Дмитрий Воробьёв   | Георгий Плеханов                                   |
| Борис Хасанов      | Лев Каменев                                        |
| Денис Пьянов       | Григорий Зиновьев                                  |
| Борис Ивушин       | Феликс Дзержинский                                 |
| Вадим Сквирский    | Михаил Тухачевский                                 |
| Владимир Чернышов  | Яков Свердлов                                      |
| Антон Момот        | Клим Ворошилов                                     |
| Сергей Уманов      | Леонид Красин                                      |
| Мария Скуратова    | Нина, дочь Троцкого                                |
| Алина Король       | Зина, дочь Троцкого                                |
| Иван Федорук       | Сергей, сын Троцкого                               |
| Александр Крымов   | Лев Седов, сын Троцкого                            |
| Артём Быстров      | Николай Маркин                                     |
| Юрий Евсюков       | Анатолий Железняков                                |
| Иван Тарабукин     | Яков Агранов                                       |
| Кирилл Зайцев      | Фёдор Раскольников                                 |
| Кирилл Пирогов     | Иван Ильин                                         |
| Анастасия Меськова | Лариса Рейснер                                     |
| Антон Хабаров      | Алексей Щастный                                    |
| Евгений Карпов     | Василий Альтфатер                                  |
| Андрей Феськов     | Николай Сермукс (секретарь Троцкого в бронепоезде) |
| Вильма Кутавичюте  | Сильвия                                            |

## Создание
По данным РБК, «Троцкий» является первым сериалом продюсерской компании «Среда», снятым по инициативе «Первого канала» (в других случаях сериалы запускались в производство после того, как придуманные «Средой» идеи воплощались в сценариях, одобренных дирекцией кинопоказа «Первого канала»).
По словам директора дирекции креативного планирования «Первого канала» Елены Афанасьевой, с момента появления идеи сериала до окончания съёмок прошло меньше года. Впоследствии Константин Эрнст это подтвердил, заявив, что другой сериал про революцию, который канал планировал осуществить, был сорван, в результате чего ему пришлось экстренно обращаться к Александру Цекало с предложением снять сериал о Троцком.
Константин Хабенский уже играл Троцкого в телефильме «Есенин»; причём в «Есенине», по мнению продюсера обоих сериалов Константина Эрнста, Хабенский сыграл «неправильно». Сам Хабенский утверждает, что 80 % его роли в первом сериале было вырезано, и в новом телесериале он играет Троцкого в соответствии со своей первой задумкой.

## Историческая достоверность

### Позиция авторов
По вопросу об исторической достоверности сериала главный режиссёр высказался в двух разных интервью:
«Есть некоторые факты, а все остальное — вымысел».
«Мы не снимали документальное кино, но всё равно для нас были важны некие маячки, от которых мы отталкивались. Нас там не было, и, что происходило на самом деле, мы не знаем. Есть только факты и документы, которые тоже далеко не всегда являются фактическими документами. С другой стороны, была проделана большая подготовительная работа со сценаристами. Поэтому в смысле жизни Троцкого и его поступков не было ничего придумано». 
Константин Эрнст утверждает, что создатели не ставили цели создать подлинную биографию Троцкого, но адаптировать её для понимания более широкой аудитории. Эрнст даёт понять, что задача сериала шире, чем просто отражение биографии:
Мы опирались на основные пункты биографии, но нам хотелось показать модельного персонажа любой революции. Троцкий в определённом смысле идеальный газ — он соответствует всем формулам людей, которых мотивирует жизнь, чтобы совершать революцию, которые её совершают, а затем становятся её жертвой. Думаю, мы показали Троцкого убедительно. Чтобы не было разговоров о том, что если бы Троцкий победил Сталина, было бы лучше. Нет. Лучше не было бы.
Александр Цекало утверждает, что, с одной стороны, создатели стремились соблюсти историческую достоверность, а с другой, задачей было не создать подробный фильм-биографию, а «показать яркую фигуру. Ярко, страшно, кроваво, сексуально». Сценарист Олег Маловичко отмечает:
Мы сознательно шли на некоторую вольность в обращении с историческими фактами. 
Креативный продюсер сериала Максим Полинский:
В данном фильме молодой Сталин как раз показан головорезом, зарабатывающим деньги воровством и нападениями на дилижансы. Насколько это всё оправданно, скажет чуть позже зритель, но художественное кино — это не новостной выпуск, где журналисты должны показывать реальную жизнь.
- Александр Цекало и Константин Хабенский не скрывают своего негативного отношения к революциям, считая, что во имя якобы великих целей Лев Троцкий и Владимир Ленин осуществляли экстремистскую и террористическую деятельность. Константин Хабенский: «…просто мне в шутку, так вот если страшную шутку сказать, мне хотелось бы, чтобы после просмотра нашего фильма на каждой площади было чуть побольше свободного места». Александр Цекало: «Ветер свободы, врываясь на площадь, сначала поднимает пыль, но вот в России чего-то она никак не уляжется»[15].
- Александр Цекало заявил: «Бронепоезд Троцкого называли предвестником гестапо, <…> по сути, всё, что исполнял Троцкий с 1918 по 1921 год — это действительно были гестаповские методы»[12].

### Исторические несоответствия
В рецензии на фильм в газете «Правда» историк Юрий Емельянов указал на исторические несоответствия фильма.
- Фильм строится как беседа Троцкого с агентом НКВД Меркадером, который проник к Троцкому под видом канадского журналиста Джексона. Но в реальности Меркадер не скрывался под легендой журналиста[16].
- С титрами «Санкт-Петербург, 18 декабря 1905 года» показано выступление Троцкого на фоне входа в Зимний дворец перед толпой рабочих, которой противостоит строй солдат, готовых стрелять. Однако толпа рабочих пришла на Дворцовую площадь в 1905 году не 18 октября, а 9 января, под предводительством священника Георгия Гапона. Троцкий до 18 октября никогда не был в Петербурге, а его выступление в Петербургском Совете рабочих депутатов в этот день происходило в небольшом зале Технологического института. Троцкий был представлен тогда под фамилией «Яновский», поскольку тремя годами ранее сбежал из сибирской ссылки и его могла арестовать полиция[16].
- В фильме Парвус раздаёт ключи съёмщикам квартир в принадлежавшем ему парижском доме, в том числе будущей жене Троцкого Наталии Седовой и самому Троцкому, а затем вручает ему купленный для него мандат делегата II съезда РСДРП. На деле у Парвуса никакого дома в Париже не было, мандаты делегатов съезда РСДРП не продавались. Более того: Троцкий познакомился с Парвусом как видным деятелем социал-демократической партии Германии лишь после окончания съезда, в конце 1903 года в Мюнхене[16].
- С титрами «Грузия, 1903 г.» демонстрируется эпизод террористической деятельности Сталина, который затем попадает на вышеупомянутый II съезд партии в 1903 году. Однако в 1903 году Сталин неотлучно находился в тюрьмах, а затем в сибирской ссылке[16].
- В фильме охранник Троцкого Маркин, положив вооружённую стражу на лестнице в Зимнем дворце, прорывается в кабинет к Керенскому и требует освободить Троцкого из тюрьмы, а в противном случае Корнилов свергнет Керенского. Керенский поддаётся на ультиматум, а освобождённый из тюрьмы Троцкий с красногвардейскими отрядами подавляет корниловский мятеж. Всё это просто антиисторическая фантазия сценаристов[16].
- Такой же фантазией являются эпизоды, в которых а) Столыпин отдаёт приказ, чтобы «ни один волос не упал с головы Троцкого», и добивается встречи с ним; б) Керенский зовёт к себе Троцкого в день приезда того в Петроград 7 мая 1917 года, а при встрече признаётся, что зачитывается его работами. На самом деле приезд Троцкого в Петроград прошёл более чем скромно и незаметно[16].
- В фильме от Троцкого отрекаются его отец и сын, в то время как первый мирно трудился в Наркомате продовольствия, а второй был студентом и ни в каких демонстрациях не участвовал[16].
- В фильме повторяются распространявшиеся троцкистами в 1920-е годы слухи о сговоре Ленина и Троцкого в Горках с целью устранить Сталина из руководства партии. Но в фильме в легенду вклинивается секретарь Ленина Фотиева, которая предупреждает Сталина об этом. Тот приезжает в Горки, а наутро у Ленина случается удар. Версия исторических событий, которая не встречается даже в троцкистской пропаганде[16].

## Релиз и трансляция
Мировая премьера сериала состоялась на международном телерынке MIPCOM в Канне, что стало флагманским событием выставки «Российская революция контента».
По данным «Mediascope», сериал стартовал в эфире «Первого канала» 6 ноября 2017 года с рейтингом 4,9 % и долей 14,8 %, став самым популярным сериалом российского телевидения за период с 6 по 12 ноября 2017 года, обогнав по рейтингам шедший в том же тайм-слоте другой сериал об Октябрьской революции «Демон революции» (рейтинг — 3,6 %, доля — 9,7 %) на «России-1».
В 2018 году права на показ сериала купили телекомпании DR (Дания) и Canal 22 (Мексика). Также, по словам официального российского представителя французской компании Reed MIDEM, которая является организатором MIPCOM, Александры Модестовой, дублированная версия сериала должна была появиться на сервисе потокового мультимедиа Netflix, однако в декабре 2018 года на сайт портала была выложена версия на русском языке с русскими, английскими и финскими субтитрами

## Критика
Сериал подвергся сильной критике со стороны российских профессиональных историков.

Историк, специалист по биографии Троцкого Александр Резник высказал мнение, что в сериале образ Троцкого сознательно демонизируется в целях дискредитации современных оппозиционеров, нередко обвиняемых в работе на иностранные правительства, а сам сериал назвал «ужасной халтурой»:
По меркам Netflix это ужасно сексистский сериал, где нарочно извращена роль женщин в революции. Остальные участники тех событий — рабочие, солдаты, крестьяне — на экране превращаются просто в статистов, в массу. Вот так условные московские элиты видят политику сейчас. Они считают, что ничего никогда не менялось. И «Троцкий» служит удобным каналом для трансляции такой консервативной повестки на всю страну..
Специалист по истории революции Борис Колоницкий высказал предположение, что демонизация Троцкого может привести к обратному эффекту, особенно среди молодёжи.
Джошуа Рубенштейн (Гарвард), автор одной из биографий Троцкого, подверг критике желание создателей телесериала превратить Троцкого в центральную фигуру революции, в частности, возложить на него ответственность за казнь императорской семьи.

Вскоре после премьеры сериал подвергся острой критике:
«В сущности проблемы „Троцкого“ вытекают одна из другой: 1) пренебрежение к историческому контексту, 2) тенденциозная интерпретация событий, 3) повсеместное искажение фактов. <…> это бездарный, фальшивый рассказ о прошлом, он едва ли заслуживал бы внимания, если бы не гегемония подобной продукции на массовом рынке».
«Фильм, конечно, триумф „постправды“». 
Писатель и публицист Алексей Цветков:
«…две главные фразы: „Это как секс, нет, это и есть секс!“ — объясняет Парвус про революционное лидерство и „Сколько, по-вашему, нужно денег, чтобы развалить Россию с помощью революции?“ — спрашивает у Парвуса условный „немец“, всё время занятый дрессировкой своего холёного дога. Две эти фразы исчерпывают моральный код путинизма: не допустить в стране разнузданной оргии и спасти страну от политического влияния Запада, который мечтает взорвать наше государство изнутри».
По мнению обозревателя радио «Эхо Москвы» Ксении Лариной, сериал надо оценивать исключительно как художественное произведение, не застревая на проблемах исторической достоверности:
«Вот, в чём прорыв «Троцкого»? Это абсолютный такой тарантиновский ход. Да, конечно, это кич. Да, конечно, это комикс. <…> Конечно, это такие «Бесславные ублюдки». Мы же помним, что Александра Цекало, продюсера этой линейки сериальной — его тянет всё время в ту сторону, ему хочется существовать вот в этом пространстве, вот в этом художественном языке. И мне кажется, это получается. И тем более, это не первая их удача с режиссёром Александром Коттом. Если ты помнишь, фильм «Обратная сторона Луны», собственно, которую они тоже делали вместе. Мне тоже кажется, это удачная работа. Здесь всё красиво. <…> …«Троцкий» — это фильм, многосерийный фильм, который вполне себе может конкурировать на рынке сериалов западных ещё как, как художественное цельное произведение…»
Положительно оценивает сериал и журналист Ирина Петровская:
«Я совершенно согласна, что это в каком-то смысле, наверное, какое-то новое слово сериалостроения, как принято говорить. Да, это очень динамично, это очень интересно смотреть. Ты даже иногда не успеваешь за этими меняющимися картинками этого комикса»
Киновед Борис Иванов, резко критикуя сериал за антиисторизм, главным достоинством сериала называет игру Константина Хабенского:
«Троцкий Хабенского не заслуживает ни любви, ни уважения, но он завораживает, как завораживал Тони Монтана в исполнении Аль Пачино в «Лице со шрамом». <…> На всем протяжении сериала Хабенский показывает, как прекраснодушный юноша превращается сперва в матерого революционера и политика, а затем — в выжженного жизнью изгоя, который, однако, готов с пеной у рта защищать каждое своё решение. Это одна из сильнейших работ одного из лучших российских актёров. <…> Сериал украшен яркими актерами и убедительным антуражем, и он увлекателен для тех, кто любит ловить исторические ленты на ошибках, рассуждать о прошлом, смотреть на бронепоезда и слушать голос Хабенского. Троцкий говорит много, и он говорит смачно!»
Режиссер Евгений Гришковец высказался, что фильм представляет собой «бессмыслицу»:
«Бессмыслица, порождённая государственным заказом с одной стороны и желанием тех, кому этот заказ достался, сделать так, как никто не делал, поднять тему революции, как её не поднимали и проявить в этом свою волю. А проявление воли и желания сделать так, как не делали, без идеи порождает только бессмыслицу и больше ничего».

### Международная критика
Сериал подвергся повторной волне критики после выхода на Netflix, теперь уже на международном уровне. Колумнист Washington Post Люк Джонсон назвал сериал «попыткой российских СМИ продать своё мнение за рубеж» и «безошибочно согласующимся с кремлёвским мировоззрением».
В феврале 2019 года внук Льва Троцкого Эстебан Волков и аргентинский Центр исследования, изучения и публикации Льва Троцкого (CEIP-LT) запустили петицию с протестом против показа сериала. Публикация о создании петиции на сайте CEIP-LT вышла под заголовком «Netflix и Правительство России объединяются, чтобы распространять ложь о Троцком». Петицию подписали многие левые интеллектуалы, деятели и историки, среди которых Фредрик Джеймисон, Нэнси Фрейзер, Хорхе Алеман, Роберт Бреннер, Славой Жижек, российский историк Александр Резник и деятели троцкистского движения Алекс Каллиникос, Ален Кривин, Оливье Безансно, Филипп Путу.
World Socialist Web Site (информационный ресурс троцкистского Международного комитета Четвёртого интернационала) обвинил сериал, помимо искажения исторических фактов, в антисемитизме и подстрекательстве к ненависти по отношению к евреям.

## Награды
- В 2018 году сериал получил 3 премии ТЭФИ в номинациях «Телевизионный фильм/сериал», «Режиссёр телевизионного фильма/сериала» (Александр Котт, Константин Статский), «Лучший актёр телевизионного фильма/сериала» (Константин Хабенский)[40], 10 призов Ассоциации продюсеров кино и телевидения в номинациях «Лучший телевизионный мини-сериал (5-24 серии)», «Лучшая режиссёрская работа» (Александр Котт), «Лучшая операторская работа» (Сергей Трофимов, Николай Богачёв и Улугбек Хамраев), «Лучшая работа художника-постановщика» (Сергей Тырин), «Лучшая работа художника по гриму» (Марина Красновидова), «Лучшая работа звукорежиссёра» (Игорь Иншаков, Михаил Алексеенков), «Лучшая работа режиссёра монтажа» (Александр Иванов, Александр Амиров, Максим Полинский, Николай Булыгин), «Лучшие визуальные эффекты» (Евгений Барулин), «Лучший актёр телевизионного фильма/сериала» (Константин Хабенский) и «Лучшая актриса телевизионного фильма/сериала» (Ольга Сутулова)[41], 2 премии фестиваля «Утро Родины» в номинациях «Лучшая мужская роль» (Константин Хабенский) и «Лучшая операторская работа» (Сергей Трофимов, Николай Богачёв и Улугбек Хамраев)[42]. Приза «Лучшая режиссура сериала» III-го Кинофестиваля «17 мгновений…» имени Вячеслава Тихонова (2019)[43].